# Eszopiclona
A eszopiclona (DCI; nomes comerciais: Lunesta, Prysma, Ezonia, entre outros) é um medicamento hipnótico sedativo da classe dos não benzodiazepínicos. Nos Estados Unidos, foi aprovado em 2004 pela FDA. Em 2017, era o 214º medicamento mais prescrito nos Estados Unidos, com mais de dois milhões de prescrições. A eszopiclona não é vendida na União Europeia, pois em 2009 a Agência Europeia de Medicamentos determinou que este era um fármaco muito semelhante à zopiclona para ser considerado um novo produto patenteável.
É utilizado para tratamento terapêutico em adultos com insônia primária ou comórbida, reduzindo o tempo de início do sono prolongando e sua qualidade de maneira eficiente, ao ativar os receptores GABA que estão envolvidos no processo de adormecer. É o estereoisômero –S da zopiclona e possui maior meia-vida biológica que a zopiclona. Age na subunidade α-1 dos receptores GABA (principal neurotransmissor inibitório), localizados no sistema nervoso central (SNC), de forma seletiva, promovendo um efeito hipnótico, porém não tão seletivo quanto o zolpidem, mostrado em estudos mais recentes. Em estudos, foi verificado que ele não causa dependência, tolerância ou abuso, entretanto, pode causar perdas de memória de forma não muito assinalada. Embora sejam promovidos e atribuídos com melhores benefícios e menos efeitos colaterais do que os benzodiazepínicos, não há evidência significante das diferenças clínicas entre ambas as categorias farmacológicas. As evidências apontam um benefício leve a moderado por até seis meses. A eszopiclona é classificada como uma ciclopirrolona.
Os efeitos colaterais comuns incluem dor de cabeça, boca seca, náusea e tontura. Os efeitos colaterais graves podem incluir pensamentos suicidas, abuso, alucinações e angioedema. Maior cuidado é recomendado em pacientes com doenças hepáticas e pessoas idosas. A redução rápida da dose pode resultar em abstinência aguda, por isso recomenda-se a retirada gradual do fármaco.

## Usos médicos
Uma metanálise de 2018 avaliou que a eszopiclona produziu uma melhora moderada no início e na manutenção do sono. Os autores sugerem que a eszopiclona fornece um tratamento eficaz de curto prazo para a insônia. A dose inicial recomendada varia entre 1 e 2mg.
O uso prolongado deve ser evitado, especialmente em idosos.

### Pessoas idosas
Os novos medicamentos hipnóticos sedativos, incluindo eszopiclona, são mais prescritos para idosos do que para pacientes mais jovens, apesar dos benefícios da medicação serem geralmente inexpressivos. Deve-se ter cuidado ao escolher o hipnótico, e se a terapia medicamentosa for iniciada, deve ser iniciada na dose mais baixa possível a fim de minimizar os efeitos colaterais.
Em 2015, a American Geriatrics Society revisou as informações de segurança sobre a eszopiclona e medicamentos semelhantes e concluiu que os "hipnóticos agonistas do receptor de benzodiazepina não benzodiazepínicos (eszopiclona, zaleplona, zolpidem) devem ser evitados sem levar em consideração a duração do uso por causa de sua associação aos danos e sua eficácia mínima no tratamento da insônia [em idosos]."
Uma extensa revisão da literatura médica sobre o tratamento da insônia nos idosos descobriu que há evidências consideráveis da eficácia e durabilidade dos tratamentos não medicamentosos para a insônia em adultos de todas as idades e que essas intervenções são subutilizadas. Em comparação com os benzodiazepínicos, os não benzodiazepínicos sedativo-hipnóticos, incluindo a eszopiclona, oferecem poucas vantagens clínicas na eficácia ou tolerabilidade em pessoas idosas. Verificou-se que os novos agentes com novos mecanismos de ação e perfis de segurança melhorados, como os agonistas do receptor de melatonina, são promissores para o tratamento da insônia crônica em pessoas idosas. Concluiu-se que mais pesquisas são necessárias para avaliar os efeitos a longo prazo do tratamento com drogas Z e a estratégia de manejo mais adequada para idosos com insônia crônica.
Uma metanálise de 2009 encontrou uma taxa mais alta de infecções.

## Efeitos colaterais
Os fármacos para dormir, incluindo \eszopiclona, foram associadas a um risco aumentado de morte.
A hipersensibilidade à eszopiclona é uma contraindicação ao seu uso. Alguns efeitos colaterais são mais comuns do que outros. As recomendações sobre o uso de eszopiclona podem ser alteradas por comorbidades de saúde. Essas condições ou circunstâncias podem ocorrer em pessoas que com metabolismo reduzido e/ou outras condições. A presença de insuficiência hepática, lactação e atividades que requerem atenção mental (por exemplo, dirigir) devem ser consideradas ao determinar a frequência e a dosagem.
- Alterações do paladar[12]
- Enxaqueca[12]
- Edema periférico[21]
- Dor no peito
- Mudanças comportamentais[12]
- Depressão[12][21]
- Alucinações[12][21]
- Boca seca[12]
- Exantema
- Alterações nos padrões de sono[12]
- Tontura[12]
- Disfunções gastrointestinais
- Diminuição da libido
- Cólica menstrual
- Comportamento agressivo[21]
- Confusão mental[21]
- Agitação psicomotora[21]
- Ideação suicida[21]
- Despersonalização[21]
- Amnésia[21]

### Dependência
O uso de eszopiclona pode causar dependência física e psicológica. O risco de abuso e dependência é variável e depende da dose e duração do tratamento. O risco é maior em pacientes com histórico de abuso de álcool ou outras drogas e com histórico de transtornos psiquiátricos.

### Abuso
Um estudo sobre o potencial de abuso de eszopiclona descobriu que em pessoas com histórico de abuso de benzodiazepínicos, a eszopiclona em doses de 6 e 12mg produziu efeitos semelhantes aos do diazepam 20mg. O estudo descobriu que com essas doses duas ou mais vezes maiores do que as doses máximas recomendadas, ocorreu um aumento dos relatos de amnésia, sedação, sonolência e alucinações. Isso foi observado tanto na eszopiclona quanto no diazepam (Valium).

### Overdose
De acordo com o US Prescribing Information, overdoses de eszopiclona foram relatadas, com ingestão de até 90 vezes superior à dose recomendada e houve recuperação total do paciente, de modo que é uma substância segura em relação a overdose. A edição de maio de 2014 do US Prescribing Information relata que fatalidades ocorreram apenas em casos em que a eszopiclona foi combinada com outras drogas, especialmente as depressoras do Sistema Nervoso Central, como álcool, fenotiazinas e alguns antidepressivos que possuem propriedades sedativas (como amitriptilina, mirtazapina, entre outros).
Uma metanálise de 2009 encontrou uma taxa 44% maior de infecções leves, como faringite ou sinusite, em pessoas que tomam eszopiclona ou outros medicamentos hipnóticos em comparação com aqueles que tomam um placebo.

## Interações medicamentosas
Há um risco aumentado de depressão do sistema nervoso central (SNC) quando a eszopiclona é admistrada junto com outros agentes depressores do SNC, incluindo antipsicóticos, hipnóticos sedativos (como barbitúricos ou benzodiazepínicos), anti-histamínicos, opioides, fenotiazinas e alguns antidepressivos. Também há um risco aumentado de depressão do sistema nervoso central quando a eszopiclona é ingerida com outros medicamentos que inibem as atividades metabólicas da enzima CYP3A4 do fígado. Os medicamentos que inibem este sistema enzimático incluem nelfinavir, ritonavir, cetoconazol, itraconazol e claritromicina.
O álcool também potencializa os efeitos da eszopiclona.

## Farmacologia
A eszopiclona atua como um modulador alostérico positivo e age sobretudo no mesmo local de ligação dos benzodiazepínicos, mas possui maior afinida com o receptor GABAA. A eszopiclona é rapidamente absorvida após administração oral, com níveis séricos de pico entre 0,45 e 1,3 horas. A meia-vida de eliminação da eszopiclona é de aproximadamente 6 horas e a droga é extensivamente metabolizada por oxidação e desmetilação.  Cerca de 52% a 59% da dose se liga fracamente às proteínas plasmáticas. As isoenzimas CYP3A4 e CYP2E1 do citocromo P450 estão envolvidas na biotransformação da eszopiclona. Desse modo, os medicamentos que induzem ou inibem essas isoenzimas do CYP podem afetar o metabolismo da eszopiclona. Menos de 10% da dose administrada por via oral é excretada na urina em forma de zopiclona. Em termos de ligação ao receptor GABAA, 3mg de eszopiclona é equivalente a 10mg de diazepam.
A administração após uma refeição com altas taxas de gorduras identificou o alcance da concentração plasmática máxima em 1 hora e diminuindo o valor de seu pico plasmático em 21% em comparação com a administração do fármaco sem tal ingestão.

## Síntese

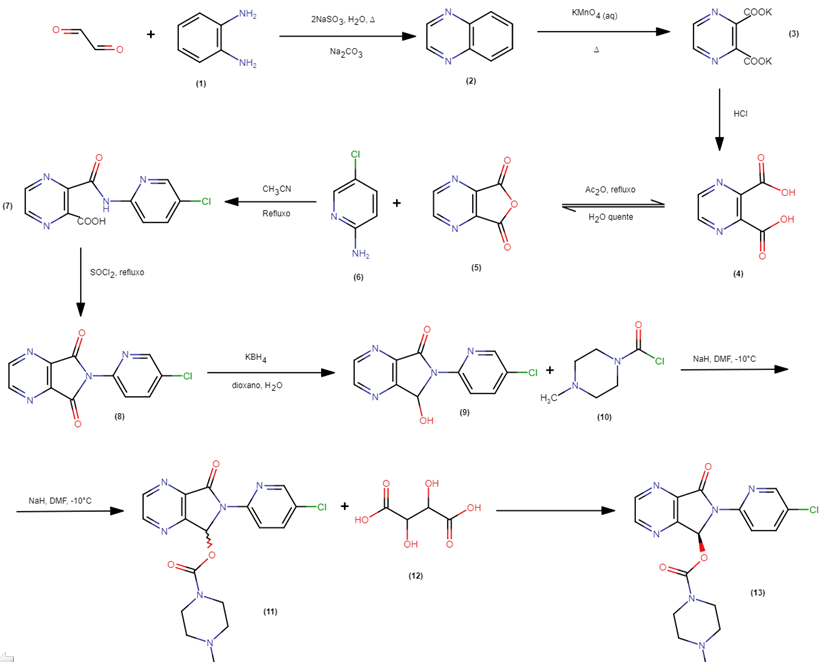
Síntese da eszopiclona. Desenhada no Marvin JS

A síntese da eszopiclona possui 10 etapas reacionais, partindo o-fenilenodiamina (1) e glioxal para se obter a quinoxalina (2). A seguir, o composto (2) é utilizado para preparação do  ácido pirazina 2,3-dicarboxílico (4), passando pelo intermediário (3). O composto (4) é desidratado com anidrido acético ou em cloreto de tionila para formação do anidrido 2,3-pirazinadicarboxílico (5).
O composto (5) reage com 2-amino-5-cloropiridina (6) em acetonitrila resultando na amida (7). A amida (7) é tratada com refluxo de cloreto de tionila produzindo uma imida (8) que é mono-reduzida com KBH4 formando o álcool (9). A acilação do álcool (9) com o composto (10) usando hidreto de sódio, produzindo a mistura racêmica de zopiclona (11).
Os estereoisômeros são separados por cristalização com ácido tartárico (12) ou ácido málico, sendo obtido o enantiômero desejado (S)-zopiclona, ou seja, a eszopiclona (13).

### Solubilidade em compostos orgânicos
| Solventes             | Peso da amostra (mg) | Quantidade de solvente (mL) | Quantidade para dissolver 1g de amostra (mL) | Solubilidade            |
| --------------------- | -------------------- | --------------------------- | -------------------------------------------- | ----------------------- |
| Clorofórmio           | 100                  | 0,6                         | 6                                            | Muito solúvel           |
| Ácido Clorídrico 0,1M | 10                   | 0,7                         | 70                                           | Solúvel                 |
| Acetona               | 10                   | 2,0                         | 200                                          | Ligeiramente solúvel    |
| Metanol               | 10                   | 5,0                         | -                                            | Ligeiramente solúvel    |
| Acetato de Etila      | 10                   | 6,0                         | 500                                          | Ligeiramente solúvel    |
| Etanol                | 10                   | 15,0                        | 600                                          | Muito levemente solúvel |
| Éter anidro           | 10                   | 90,0                        | 9000                                         | Muito levemente solúvel |
| Água                  | 10                   | 200                         | 20000                                        | Praticamente insolúvel  |

A forma cristalina de S-zolpiclona da presente invenção é livremente solúvel em clorofórmio, solúvel em HCl (0,1 mol/L), ligeiramente solúvel em acetona, acetato de etila e metanol, muito ligeiramente solúvel em etanol e éter e praticamente insolúvel em água.